# Gud, hos dig är livets källa
Gud, hos dig är livets källa är en psalm av Emil Liedgren som diktades år 1911.
Psalmen sjunges till samma koral som Vänligt över jorden glänser.

## Publicerad i
- Den svenska psalmboken 1937 som nummer 186 under rubriken "Dopet".
- Den svenska psalmboken 1986 som nummer 378 under rubriken "Dopet".
- Psalmer och Sånger 1987 som nr 419 under rubriken "Kyrkan och nådemedlen - Dopet".[1]